# 지역난방안전
지역난방안전 주식회사(地域暖房安全 株式會社)는 고양시 온수배관 파열사고를 계기로 열수송관 등의 유지보수를 전담할 목적으로 설립된 한국지역난방공사의 자회사이다.

## 역사
2018년 12월 4일에 발생하였던 고양시 온수배관 파열사고를 계기로 열수송관 등의 유지보수를 전담할 목적으로 동년 12월 21일에 설립되었다.

## 사업
- 관로점검
  - 관로점검, 관로순찰
- 시설물 점검
- 정밀진단
- 초동대처
- 드론열화상점검
  - 열수송관 드론 점검